# José Augusto Rosa
José Augusto Rosa (Ourinhos, 4 de outubro de 1966), também conhecido como Capitão Augusto, é um policial militar e político brasileiro, filiado ao Partido Liberal (PL).

## Trajetória
Durante as eleições estaduais de 2014, foi eleito deputado federal por São Paulo tendo recebido 46.905 votos - representando 0.22% dos votos válidos daquela eleição. Naquela eleição, foi beneficiado pelos votos concedidos ao deputado federal Tiririca, do seu mesmo partido.
Rosa é fundador do Partido Militar Brasileiro, que não conseguiu o número necessários de assinaturas para ser criado antes das eleições de 2014.
Votou a favor do Processo de impeachment de Dilma Rousseff. Já durante o Governo Michel Temer, votou a favor da PEC do Teto dos Gastos Públicos. Em abril de 2017 foi favorável à Reforma Trabalhista. Em agosto de 2017 votou a favor do processo em que se pedia abertura de investigação do presidente Michel Temer.
Capitão Augusto obteve 242.327 votos totalizados (1,15% dos votos válidos) e foi eleito Deputado Federal em São Paulo no primeiro turno das Eleições 2018, sendo re-eleito em 2022. 

Em 2019, foi o presidente da Comissão de Segurança Pública da Câmara dos Deputados.